# The Last Supper
The Last Supper (en español, La Última Cena) es un DVD de la banda de heavy metal inglesa Black Sabbath, que muestra presentaciones en vivo de uno de los conciertos de la reunión de la formación original en 1999. Recibió críticas negativas por los fanáticos, ya que el show era interrumpido por las entrevistas de los miembros del grupo.

## Lista de canciones
1. "War Pigs"
2. "N.I.B."
3. "Electric Funeral"
4. "Fairies Wear Boots"
5. "Into the Void"
6. "Sweet Leaf"
7. "Snowblind"
8. "After Forever"
9. "Dirty Women"
10. "Black Sabbath"
11. "Iron Man"
12. "Children of the Grave"
13. "Paranoid"

## Personal
- Ozzy Osbourne - voz
- Tony Iommi - Guitarra
- Geezer Butler - bajo
- Bill Ward - batería